# مردی که در قایقش مرد
مردی که در قایقش مرد (به انگلیسی: The Man Who Died in His Boat) نهمین آلبوم استودیویی از موسیقی‌دان آمریکایی لیز هریس می‌باشد که تحت نام هنری گروپر منتشر شده‌است. این آلبوم در ۴ فوریهٔ سال ۲۰۱۳ از سوی کرانکی منتشر گردیده‌است.
ترانه‌های آلبوم را اوت‌تیک‌هایی از سال‌های گذشته زمانی که هریس داشت پروسهٔ ضبط کشیدن یک گوزن مرده به بالای تپه را طی می‌کرد، تشکیل می‌دهند. یک عکسی که مادر هریس گرفته روی جلد آلبوم قرار دارد.